# Stack-Up
Stack-Up, även känt som Robot Block och Block (ブロック Burokku?) i Japan), är ett NES-spel från 1985. Spelet är ett pusselspel skapat för att kunna användas tillsammans med R.O.B..

### Fotnoter
1. 1 2  ”Stack-Up”. NES DB. 17 mars 1985. Arkiverad från originalet den 4 mars 2016. https://web.archive.org/web/20160304200120/http://www.nesdb.se/game_more.php?id=1226&rid=4. Läst 27 juni 2014.
2. ↑  ”Stack-Up” (på engelska). Mobygames. 17 mars 1985. http://www.mobygames.com/game/stack-up. Läst 27 juni 2014.